# Schermen op de Olympische Zomerspelen 2000
Schermen is een van de sporten die beoefend werden tijdens de Olympische Zomerspelen 2000 in Sydney.

## Heren

### floret individueel
| rang   | sporter(s)         | land |
| ------ | ------------------ | ---- |
| Goud   | Kim Young-ho       | KOR  |
| Zilver | Ralf Bißdorf       | GER  |
| Brons  | Dmitri Sjevtsjenko | RUS  |
| 4      | Jean-Noël Ferrari  | FRA  |
| 5      | Salvatore Sanzo    | ITA  |
| 6      | Sergei Goloebitsky | UKR  |
| 7      | Richard Breutner   | GER  |
| 8      | Márk Marsi         | HUN  |

### floret team
| rang   | sporter(s)                                                         | land |
| ------ | ------------------------------------------------------------------ | ---- |
| Goud   | Jean-Noël Ferrari Lionel Plumenail Brice Guyart Patrice Lhotellier | FRA  |
| Zilver | Dong Zhaozhi Wang Haibin Ye Chong Zhang Jie                        | CHN  |
| Brons  | Salvatore Sanzo Matteo Zennaro Daniele Crosta Gabriele Magni       | ITA  |
| 4      | Adam Krzesiński Ryszard Sobczak Sławomir Mocek                     | POL  |
| 5      | Sergei Goloebitsky Oleksij Bryzgalov Oleksij Kroegljak             | UKR  |
| 6      | Ralf Bißdorf Richard Breutner Wolfgang Wienand David Hausmann      | GER  |
| 7      | Elvis Gregory Gil Óscar García Pérez Rolando Tucker León           | CUB  |
| 8      | Dmitri Sjevtsjenko Ilgar Mamedov Andrej Dejev Aleksandr Lakatosj   | RUS  |

### degen individueel
| rang   | sporter(s)         | land |
| ------ | ------------------ | ---- |
| Goud   | Pavel Kolobkov     | RUS  |
| Zilver | Hugues Obry        | FRA  |
| Brons  | Lee Sang-ki        | KOR  |
| 4      | Marcel Fischer     | SUI  |
| 5      | Péter Vánky        | SWE  |
| 6      | Ivan Trevejo Pérez | CUB  |
| 7      | Éric Srecki        | FRA  |
| 8      | Zhao Gang          | CHN  |

### degen team
| rang   | sporter(s)                                                                            | land |
| ------ | ------------------------------------------------------------------------------------- | ---- |
| Goud   | Angelo Mazzoni Paolo Milanoli Maurizio Randazzo Alfredo Rota                          | ITA  |
| Zilver | Jean-François di Martino Robert Leroux Hugues Obry Éric Srecki                        | FRA  |
| Brons  | Nelson Loyola Torriente Candido Alberto Maya Carlos Pedroso Curiel Ivan Trevejo Pérez | CUB  |
| 4      | Yang Roy-Sung Lee Sang-Yup Lee Sang-ki                                                | KOR  |
| 5      | Arnd Schmitt Jörg Fiedler Daniel Strigel Marc Steifensand                             | GER  |
| 6      | Vitali Zakharov Vitali Moerasjko Vladimir Psjenikin                                   | BLR  |
| 7      | Iván Kovács Attila Fekete Márk Marsi                                                  | HUN  |
| 8      | Nick Heffernan Luc Cartillier Gerard Adams                                            | AUS  |

### sabel individueel
| rang   | sporter(s)          | land |
| ------ | ------------------- | ---- |
| Goud   | Mihai Covaliu       | ROU  |
| Zilver | Mathieu Gourdain    | FRA  |
| Brons  | Wiradech Kothny     | GER  |
| 4      | Domonkos Ferjancsik | HUN  |
| 5      | Damien Touya        | FRA  |
| 6      | Aleksej Frossin     | RUS  |
| 7      | Tonhi Terenzi       | ITA  |
| 8      | Victor Găureanu     | ROU  |

### sabel team
| rang   | sporter(s)                                                | land |
| ------ | --------------------------------------------------------- | ---- |
| Goud   | Sergej Tsjarikov Stanislav Pozdnjakov Aleksej Frossin     | RUS  |
| Zilver | Mathieu Gourdain Julien Pillet Cedric Seguin              | FRA  |
| Brons  | Dennis Bauer Wiradech Kothny Eero Lehmann                 | GER  |
| 4      | Mihai Covaliu Florin Lupeică Victor Găureanu              | ROU  |
| 5      | Zsolt Nemcsik Domonkos Ferjancsik Péter Takács            | HUN  |
| 6      | Vadim Goettsajt Vladimir Loekasjenko Vladimir Kaljoezhnii | UKR  |
| 7      | Marcin Sobala Norbert Jaskot Rafał Sznajder               | POL  |
| 8      | Raffaello Caserta Luigi Tarantino Giampiero Pastore       | ITA  |

## Dames

### floret individueel
| rang   | sporter(s)           | land |
| ------ | -------------------- | ---- |
| Goud   | Valentina Vezzali    | ITA  |
| Zilver | Rita König           | GER  |
| Brons  | Giovanna Trillini    | ITA  |
| 4      | Laura Cârlescu Badea | ROU  |
| 5      | Xiao Aihua           | CHN  |
| 6      | Diana Bianchedi      | ITA  |
| 7      | Aida Mohamed         | HUN  |
| 8      | Réka Szabó           | ROU  |

### floret team
| rang   | sporter(s)                                                               | land |
| ------ | ------------------------------------------------------------------------ | ---- |
| Goud   | Diana Bianchedi Annamaria Giacometti Giovanna Trillini Valentina Vezzali | ITA  |
| Zilver | Sylwia Gruchała Magdalena Mroczkiewicz Anna Rybicka Barbara Wolnicka     | POL  |
| Brons  | Sabine Bau Rita König Gesine Schiel Monika Weber                         | GER  |
| 4      | Ann Marsh Felicia Zimmermann Iris Zimmermann                             | USA  |
| 5      | Svetlana Bojko Jekaterina Joesjeva Olga Sjarkova                         | RUS  |
| 6      | Edina Knapek Aida Mohamed Gabriella Lantos                               | HUN  |
| 7      | Xiao Aihua Yuan Li Zhang Lei Meng Jie                                    | CHN  |
| 8      | Olena Koltsova Olga Lelejko Ljoedmila Vasyljeva                          | UKR  |

### degen individueel
| rang   | sporter(s)             | land |
| ------ | ---------------------- | ---- |
| Goud   | Tímea Nagy             | HUN  |
| Zilver | Gianna Hablützel-Bürki | SUI  |
| Brons  | Laura Flessel-Colovic  | FRA  |
| 4      | Tatjana Logoenova      | RUS  |
| 5      | Valérie Barlois-Leroux | FRA  |
| 6      | Zuleydis Ortiz         | CUB  |
| 7      | Margherita Zalaffi     | ITA  |
| 8      | Claudia Bokel          | GER  |

### degen team
| rang   | sporter(s)                                                                           | land |
| ------ | ------------------------------------------------------------------------------------ | ---- |
| Goud   | Karina Aznavoerjan Oksana Jermakova Tatjana Logoenova Marija Mazina                  | RUS  |
| Zilver | Gianna Hablützel-Bürki Sophie Lamon Diana Romagnoli Tabea Steffen                    | SUI  |
| Brons  | Li Na Qin Liang Yinqinq Liu Shaoqi Yang                                              | CHN  |
| 4      | Tímea Nagy Ildikó Mincza Gyöngyi Szalay                                              | HUN  |
| 5      | Laura Flessel-Colovic Valérie Barlois-Leroux Sophie Moressée-Pichot Sangita Tripathi | FRA  |
| 6      | Imke Duplitzer Claudia Bokel Katja Nass                                              | GER  |
| 7      | Zuleydis Ortiz Mirayda García Tamara Esterí Almeida                                  | CUB  |
| 8      | Silvia Lesoil Ragnhild Andenæs Margrethe Mørch                                       | NOR  |

## Medaillespiegel
| rang   | land        | goud | zilver | brons | totaal |
| ------ | ----------- | ---- | ------ | ----- | ------ |
| 1      | Italië      | 3    | 0      | 2     | 5      |
| 2      | Rusland     | 3    | 0      | 1     | 4      |
| 3      | Frankrijk   | 1    | 4      | 1     | 6      |
| 4      | Zuid-Korea  | 1    | 0      | 1     | 2      |
| 5      | Hongarije   | 1    | 0      | 0     | 1      |
| 5      | Roemenië    | 1    | 0      | 0     | 1      |
| 7      | Duitsland   | 0    | 2      | 3     | 5      |
| 8      | Zwitserland | 0    | 2      | 0     | 2      |
| 9      | China       | 0    | 1      | 1     | 2      |
| 10     | Polen       | 0    | 1      | 0     | 1      |
| 11     | Cuba        | 0    | 0      | 1     | 1      |
| totaal | totaal      | 10   | 10     | 10    | 30     |